# Робер Сабатие
Робер Сабатие (на френски: Robert Sabatier) е френски литературен критик, сценарист, поет и писател на произведения в жанра социална драма, лирика, мемоари и документалистика. Писал е криминални роман под псевдонима Робер Валеру (Robert Vellerut).

## Биография и творчество
Робер Сабатие е роден на 17 август 1923 г. в Монмартър, Париж, Франция. Баща му е участвал в Първата световна война. Част от детството си прекарва при дядо си Огюст, ковач в Соге (Оверн-Рона-Алпи), който се е научил да чете сам, след което ограмотява останалите. Остава сирак през 1935 г. и е отгледан в района на канала Сен Мартен от чичо си, който държи малка печатница и благодарение на когото научава професията на типограф на 13 години.
Остава в Париж по време на германската окупация и се опитва да се затвърди отново в професията си след освобождението на Париж. От този период датират и първите му литературни опити. От 1950 г. работи в издателство Presses Universitaires de France, а след това като директор на публикациите в издателство Albin Michel до 1971 г. Жени през 1957 г. за писателката Кристиан Леспар (1928 – 2002).
Поезията е негова голяма страст. Първата му книга, стихосбирката „Слънчеви празници“, е издадена през 1952 г. и получава литературната награда за поезия „Антонен Арто“. През 1969 г. получава Голямата награда за поезия от Френската академия за цялото си творчество. В периода 1975 – 1982 г. публикува документалната „История на френската поезия“ в 9 тома, която се счита за основополагаща.
През 1953 г. е издаден първият му роман „Ален и негърът“, в който героите от Монмартър са: малкия Ален, майка му, застаряваща жена, и нейният любовник, Винсънт Негъра, красивият африканец, джазмен и спортист. Постепенно отношението на Ален към Винсънт преминава от омраза към приятелство. През 1964 г. романът е екранизиран във филма „Хлапе от могилата“.
Първият му роман „Шведски кибрит“ от полуавтобиографичната поредица „Романът на Оливие“ е издаден през 1969 г., чийто главен герой е момче на име Оливие. Действието на романа се развива през 30-те години на 20 век в парижкия квартал Монмартър. Оливие загубва родителите си и остава сирак. Жан и Елоди, негови братовчеди, го взимат, но той избягва и се връща в квартала, в който е роден и отраснал, където са всичките му приятели. Романът става веднага бестселър и го представя като един от големите имена във френската литература. През 1996 г. е екранизиран от Жак Ерто в едноименния телевизионен минисериал с участието на Наел Маранден, Ан Жакмен и Адриана Асти. Следват продълженията „Три ментови близалки“, „Дивите лешници“, „Пеещи бутилчици“ и др., като осемтомната сага завършва през 2007 г. с романа „Военните тръби“ и с няколко милиона продадени копия от нея.
Като влиятелна фигура в света на издателството, през 1971 г. е избран за член на Академия „Гонкур“, а по-късно и на Академия „Маларме“.
Робер Сабатие умира на 28 юни 2012 г. в Булон Биянкур, Франция.

## Произведения

### Самостоятелни романи
- Alain et le Nègre (1953)[1][2]
- Le Marchand de sable (1954)
- Le Goût de la cendre (1955)
- Boulevard (1956)
- Canard au sang (1958)
- La Sainte Farce 1960)
- La Mort du figuier (1963) – награда „Ришельо“
- Dessin sur un trottoir (1964)
- Le Chinois d’Afrique (1966)
- Les Enfants de l’été (1978)
- Les Années secrètes de la vie d’un homme (1984)
- La Souris verte (1990)
- Le Cygne noir (1995)
- Le Lit de la Merveille (1997)
- Le Sourire aux lèvres (2000)
- Le Cordonnier de la rue triste (2009)

### Поредица „Романът на Оливие“ (Le roman d’Olivier)
1. Les Allumettes suédoises (1969)[1][2]
2. Trois sucettes à la menthe (1972)
3. Les Noisettes sauvages (1974)
4. Les Fillettes chantantes (1980)
Пеещи бутилчици, изд.: „Народна култура“, София (1985), прев. Фани Червенкова
5. David et Olivier (1986)
6. Olivier et ses amis (1993)
7. Olivier 1940 (2003)
8. Les Trompettes guerrières (2007)

### Поезия (частично)
- Les Fêtes solaires (1952) – награда „Антонен Арто“, награда „Аполинер“[1][2]
- Dédicace d’un navire (1984)
- Les Châteaux de millions d’années (1969) – Голямата награда за поезия на Френската академия

### Документалистика
- Histoire de la poésie française (9 тома, 1975 – 1982)[1][2]
- Je vous quitte en vous embrassant bien fort (2014) – мемоари

### Като Робер Валеру
- Pourquoi tuer un chien ? (1956)[1][2]
- Le Portrait dans la vitrine (1956)
- Piste en zigzag (1966)

### Екранизации
- 1960 Boulevard – режисьор Жулиен Дювивие
- 1964 Un gosse de la butte – по романа Alain le nègre
- 1972 La sainte farce – тв филм
- 1983 Dessin sur un trottoir – тв филм
- 1996 Les allumettes suédoises – тв минисериал, 3 епизода, и с негово участие